# Publicistprisen
Publicistprisen er en dansk pris, der uddeles en gang om året af Den Danske Publicistklub. Alle medlemmer af publicistklubben kan nominere kandidater til prisen – den endelige afgørelse træffes dog af en priskomite. Prisen er indstiftet i 1979 og gives for en markant indsats i den danske medieverden – »en mangeårig fremragende indsats«, som der står i fundatsen. 
Prisen er på 25.000 kr. 

## Vindere
- 2024 - Martin Krasnik
- 2023 - Jan Jensen
- 2022 - Rasmus Tantholdt
- 2021 - Puk Damsgård
- 2020 - Jørgen Steen Nielsen
- 2019 - Radio24syv
- 2018 - Erik Bjerager
- 2017 - Lone Frank
- 2016 - Erik Rasmussen
- 2015 - Flemming Rose
- 2014 - Niels Sandøe og Thomas G. Svaneborg
- 2013 - Jørgen Ejbøl
- 2012 - Johannes Møllehave
- 2011 – Clement Kjersgaard
- 2010 – Dorte Toft
- 2009 – Lasse Jensen
- 2008 – Roald Als
- 2007 – Ulla Terkelsen – jubilæumspris: Rasmus Nielsen
- 2006 – Uffe Ellemann-Jensen – jubilæumspris: Palle Smed
- 2005 – Hans Hertel
- 2004 – Ole Sippel
- 2003 – Connie Hedegaard
- 2002 – Ole Rasmussen
- 2001 – Klaus Rifbjerg – jubilæumspris: Nikolaj Ifversen og Kjeld Koplev
- 2000 – Mogens Vemmer
- 1999 – Kurt Fromberg – jubilæumspris: Hans Davidsen-Nielsen og Mikkel Hertz
- 1998 – Lisbeth Knudsen
- 1997 – Nikoline Werdelin – jubilæumspris: Bente Scavenius
- 1996 – Lasse Ellegaard
- 1995 – Erling Bjøl – jubilæumspris: Torben Krogh
- 1994 – Jan Stage – jubilæumspris: Lars Rugaard
- 1993 – Rolf Dorset
- 1992 – Per Olov Enquist
- 1991 – Herbert Pundik
- 1990 – Vibeke Sperling og Niels Barfoed
- 1989 – Tøger Seidenfaden
- 1988 – Tor Nørretranders
- 1987 – Mette Winge
- 1986 – Mette Fugl og Tine Bryld
- 1985 – Per Høyer Hansen
- 1984 – Bo Bojesen
- 1983 – Jens Kistrup
- 1982 – Lise Nørgaard
- 1981 – Paul Hammerich
- 1980 – Flemming Madsen